# Mausoléu de Tor di Quinto

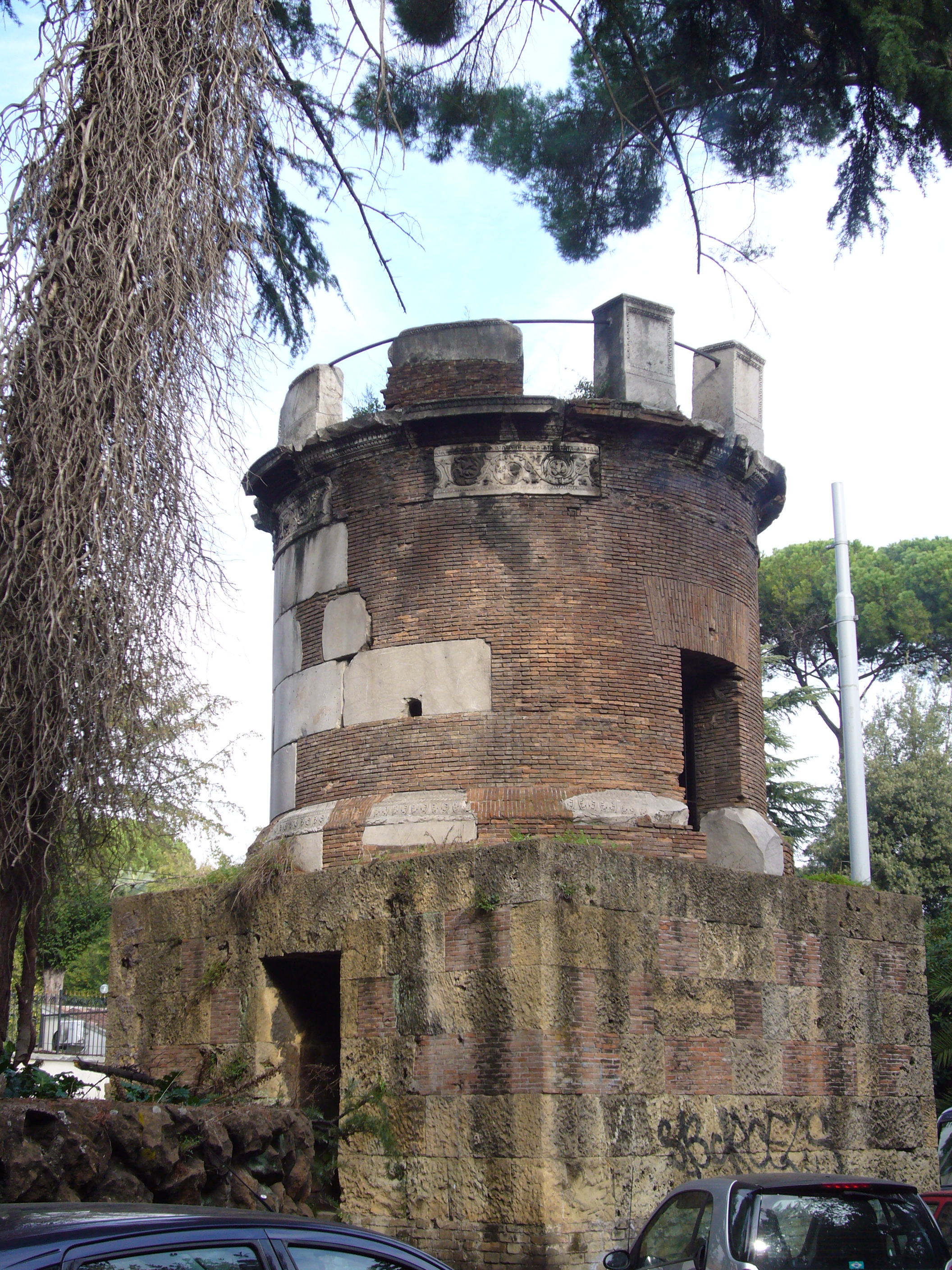
Vista do Mausoléu de Tor di Quinto na Via Nomentana.

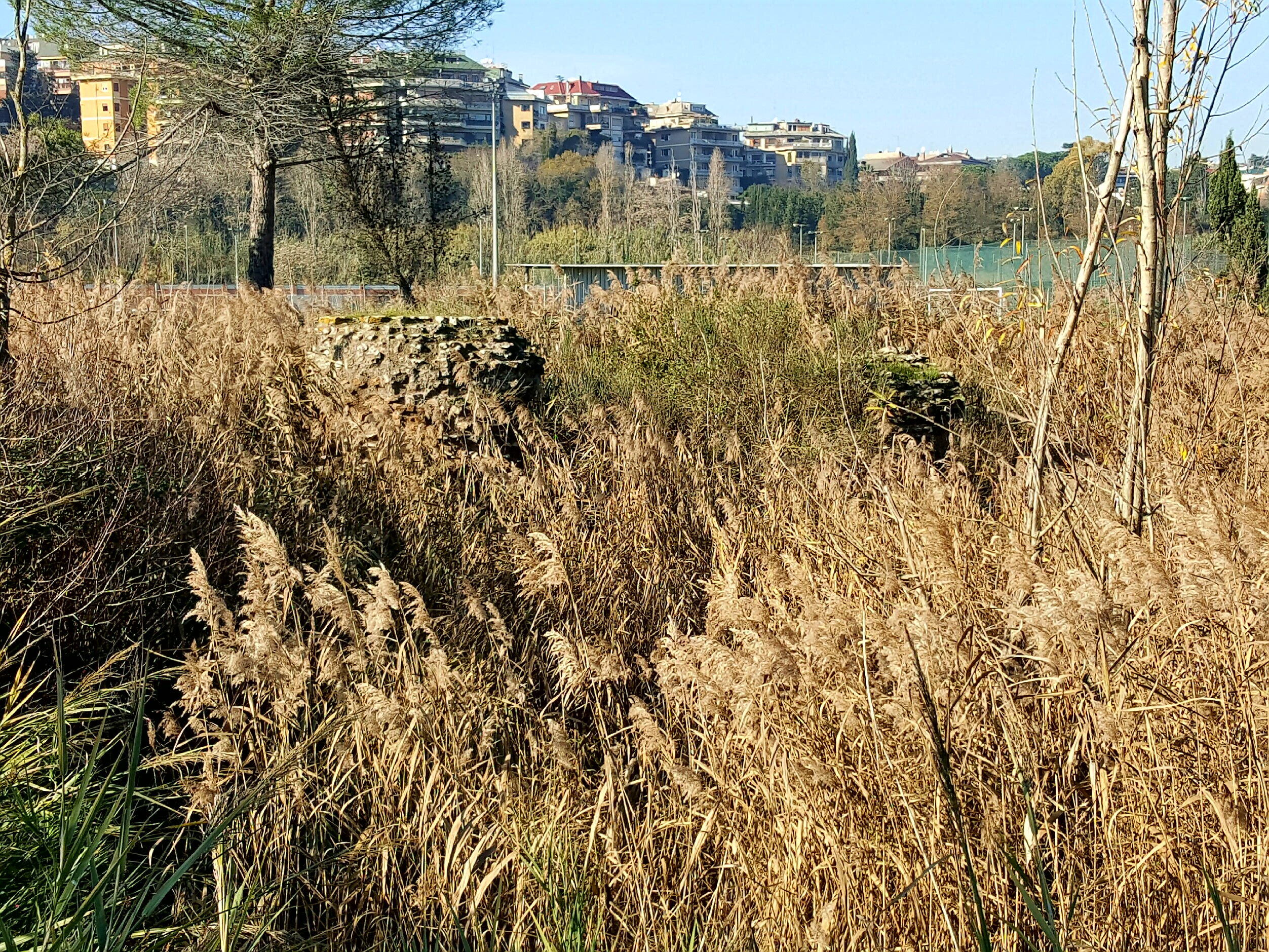
Restos do mausoléu no local original na Viale di Tor di Quinto.

Mausoléu de Tor di Quinto é um antigo mausoléu romano originalmente construído ao longo da Via Flaminia, num local hoje de propriedade do destacamento montado dos Carabinieri na Viale di Tor di Quinto, perto da confluência com a Tangenziale Est, no quartiere Nomentano de Roma. Ele foi remontado e hoje está no número 361 da Via Nomentana, no quartiere Trieste.

## História
Acredita-se que o sepulcro seja do século I ou II e era originalmente constituído por dois tambores gêmeos instalados sobre um pódio alto, construídos em opus caementicium e revestido em mármore. No local original resta apenas o núcleo de um dos tambores gêmeos; parte do revestimento, recuperada durante as escavações em 1875, foi sucessivamente transportado e remontado depois de um cuidadoso estudo conduzido pelo arqueólogo Giacomo Boni  na Via Nomentana, na propriedade do barão Alberto Blanc, conhecida como Villa Blanc. Boni reconstruiu apenas um dos dois tambores, criando uma nova base em tijolos vermelhos e um novo núcleo. O friso orginal com guirlandas foi instalado em sua posição original, assim como os cipos coroando a estrutura.